# يوري ليكوف
يوري ليكوف هو مدرب كرة قدم ولاعب كرة قدم روسي في مركز الدفاع، ولد في 27 أبريل 1961. لعب مع نادي سكا.